# Верба розмаринолиста
Верба́ розмариноли́ста, або верба́ розмайриноли́ста (Salix rosmarinifolia) — багаторічна рослина родини вербових. Невисокий чагарник із гнучкими пагонами, вузько-ланцетними листками та непоказними дрібними квітками, зібраними в суцвіття-сережки. Поширений в Європі, Сибіру, північних районах Центральної Азії. Зростає на болотах, піщаних берегах водойм, вологих луках, здебільшого приурочених до лісової зони. Декоративна культура, яка відіграє певну роль як технічна та медоносна. Регіонально рідкісний вид, що знаходиться під охороною в Чехії, Словаччині, Сербії, декількох адміністративних одиницях Росії, а також занесений до Списків рідкісних рослин Закарпатської та Сумської областей України.

## Назва
В Словнику українських наукових і народних назв судинних рослин для верби розмаринолистої подається два варіанти написання офіційної назви. В обох випадках видовий епітет обумовлений схожістю листків цього виду із листям розмарину. Крім того, Юрій Кобів наводить такі народні назви як: верба́ приземкува́та, верба́ роки́та чи просто роки́та, роки́тник, ницело́з, ницелі́з, вербни́к чи вербня́к, лоза́, ло́ззя, лозина, лозка, лозни́к, нетала́, шелюжок.. Більшість народних назв вказує на невисокий ріст цієї верби або гнучкість пагонів, придатних для виготовлення побутового начиння (в народі таку сировину називають узагальнювальним словом «лоза»).

## Опис

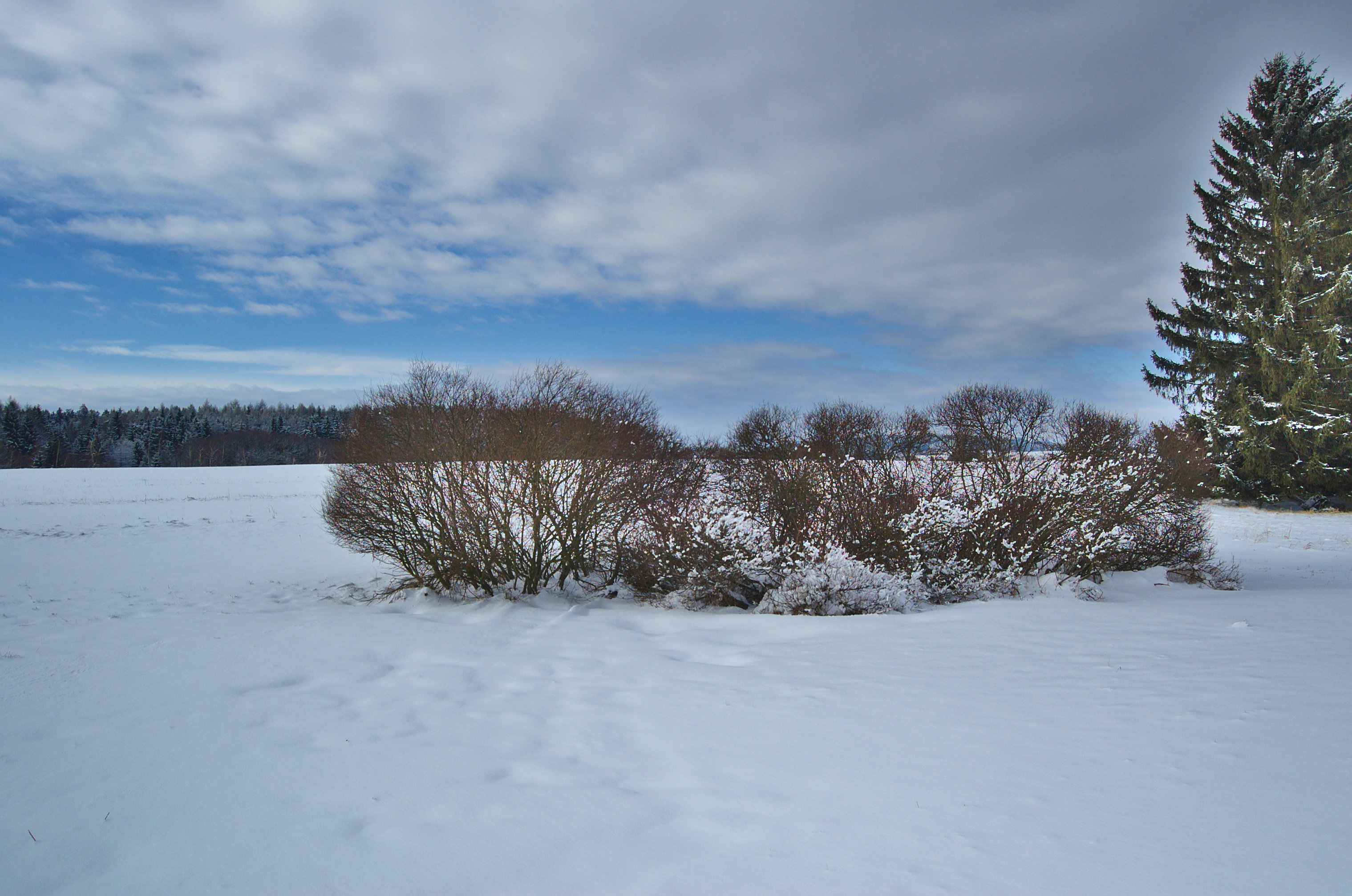
Вигляд кущів узимку.

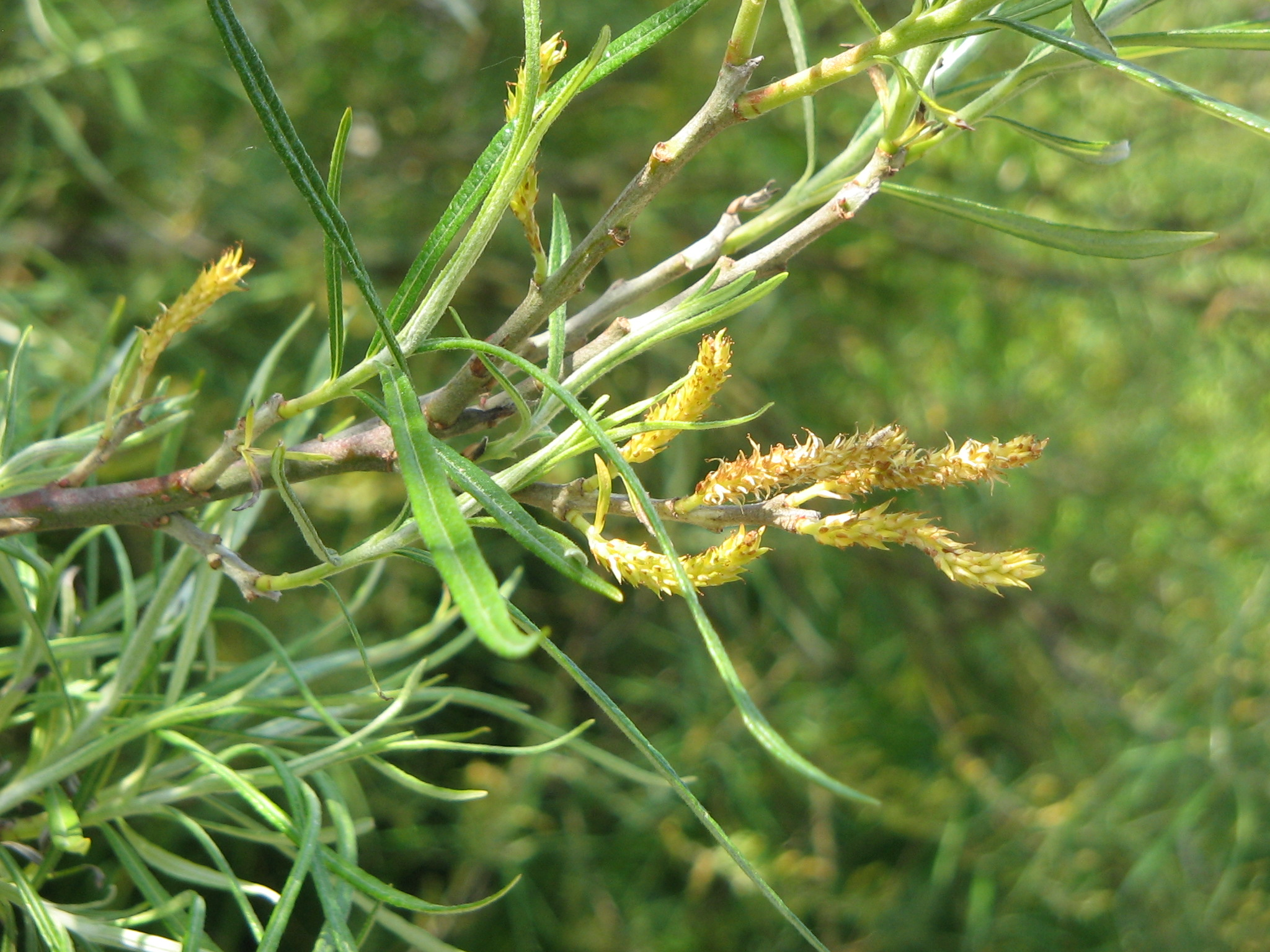
Суцвіття.

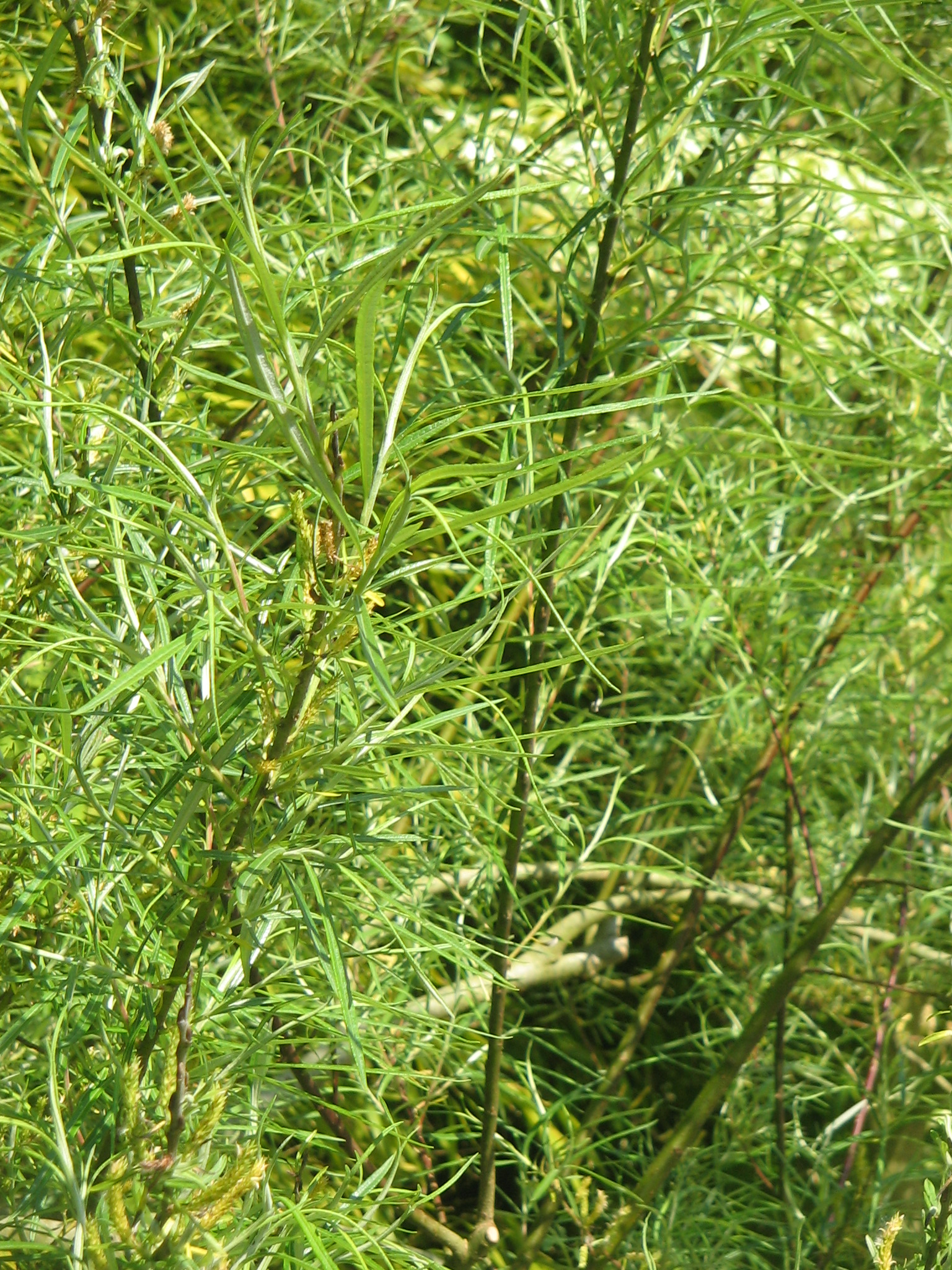
Пагони наприкінці цвітіння.

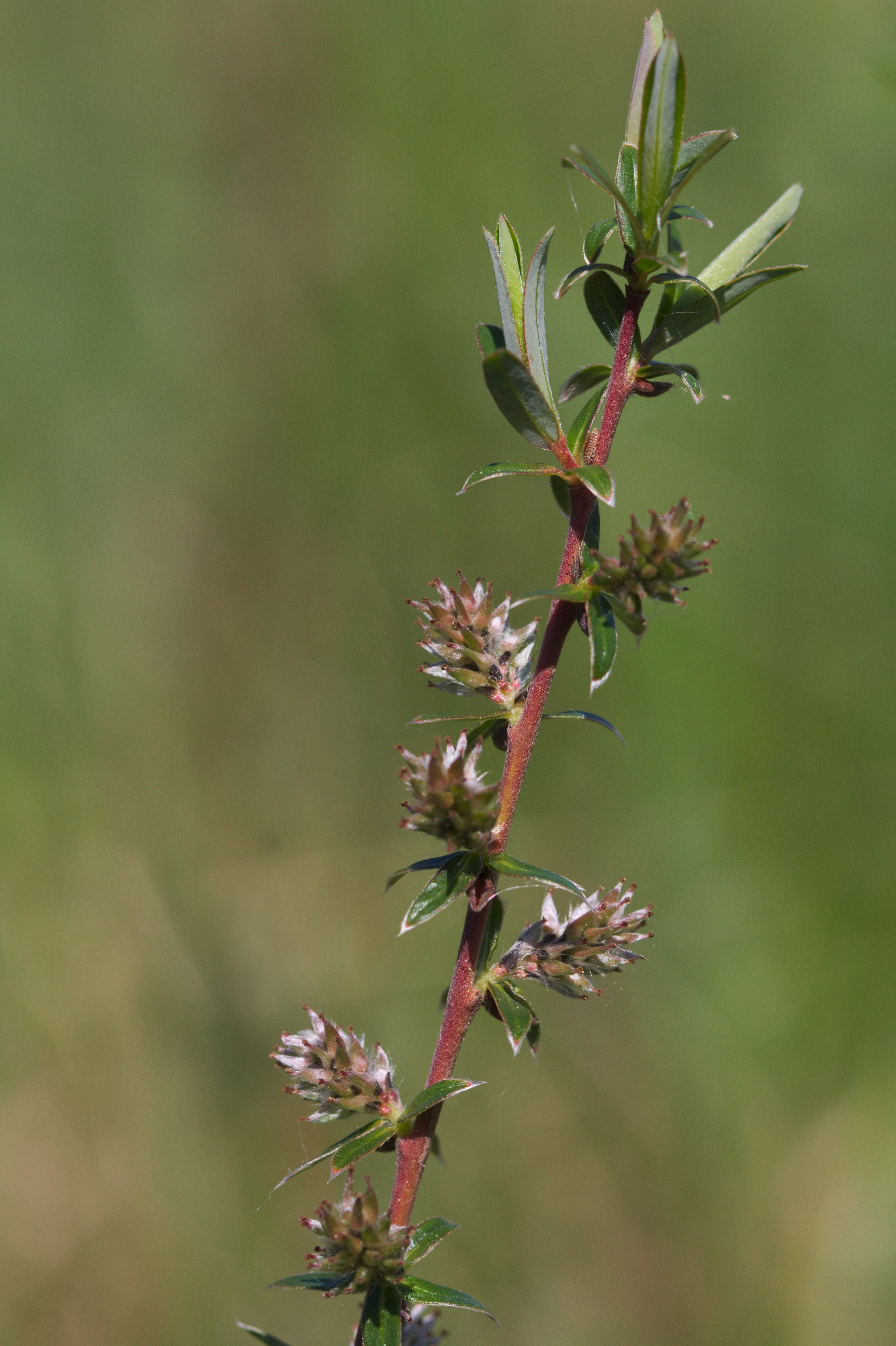
Плоди на початку розвитку.

Листопадний приземкуватий кущ із розлогим, густим гіллям; хамефіт, нанофанерофіт. Рослина зазвичай сягає заввишки 0,5—1,5 м, зрідка може бути нижчою — 0,1—0,3 м або вищою — до 2—2,5 м. Пагони тонкі, гнучкі, висхідні або розпростерті над землею. Молоді гілки шерстисто-волосисті, вкриті червоно-бурою або коричнево-фіолетовою корою, старі — голі, бурі, жовтувато-бурі або зеленкувато-жовті. Вегетативні (листкові) бруньки яйцеподібні, тупі, червоно-бурі, подібно до гілок, вони спочатку також запушені, потім голі; генеративні (квіткові) бруньки завдовжки 3—6 мм, загострені, розташовані на пагонах під гострим кутом. Прилистки вузько-ланцетної чи серпоподібно-ланцетної форми, часто відсутні взагалі або швидко опадають. Листкові черешки завдовжки 2—5 (рідше до 6) мм, сріблясто-запушені. Листки завдовжки 1,5—8 см, завширшки 2—12 мм, лінійні, видовжено- чи лінійно-ланцетні, рідше — вузькоеліптичні, із клиноподібною основою та клиноподібно загострені до верхівки. Їхній край здебільшого цільний, непідгорнутий униз, інколи може мати дрібні залозисті зубчики. Жилок 8—16 пар, однак вони добре помітні лише зісподу. Молоді листки з обох боків шовковисто-запушені, у старих листків верхній бік листкової пластинки голий або слабко запушений. Волоски спрямовані уздовж поздовжньої осі листка, шовковисті, притиснуті, сріблясті. Завдяки ним молоді листки виглядають сірувато-сріблястими, однак у старих сизуватий колір зберігається лише на нижньому боці, а верхній набуває насичено-зеленого забарвлення. Восени листя набуває жовтого кольору, а при висушуванні чорніє.
Верба розмаринолиста — дводомна рослина. Її суцвіття — численні, бічні, роздільностатеві сережки, розташовані на настільки коротких улиснених квітконосах («ніжках»), що видаються майже сидячими. Чоловічі (тичинкові) сережки завдовжки 1,5—2 см, завширшки близько 1 см, яйцеподібної форми; жіночі сережки завдовжки до 3 см, завширшки до 2 см, на початку розвою майже кулясті, згодом набувають форми короткого циліндра. Приквіткові луски обернено-яйцеподібні, тупі, волосисті, темно-бурі. Дві тичинки вирізняються голими, вільними, червонуватими нитками та жовтими або пурпуровими овальними пиляками, які згодом буріють або чорніють. Нектарник поодинокий, задній, трапецієподібно-довгастий, його довжина складає близько ⅓ довжини стовпчика]. Зав'язь формою схожа на кеглю, із яйцеподібною основою, повстиста, на короткій ніжці. Стовпчик короткий. Приймочка червонувата, цільна або із дводільними лопатями.
Плід — суха, пурпурово-рожева, запушена коробочка завдовжки 4-5 (інколи до 6) мм. Вона розташована на ніжці завдовжки до 1,5 мм.
Число хромосом 2n=38.

## Поширення

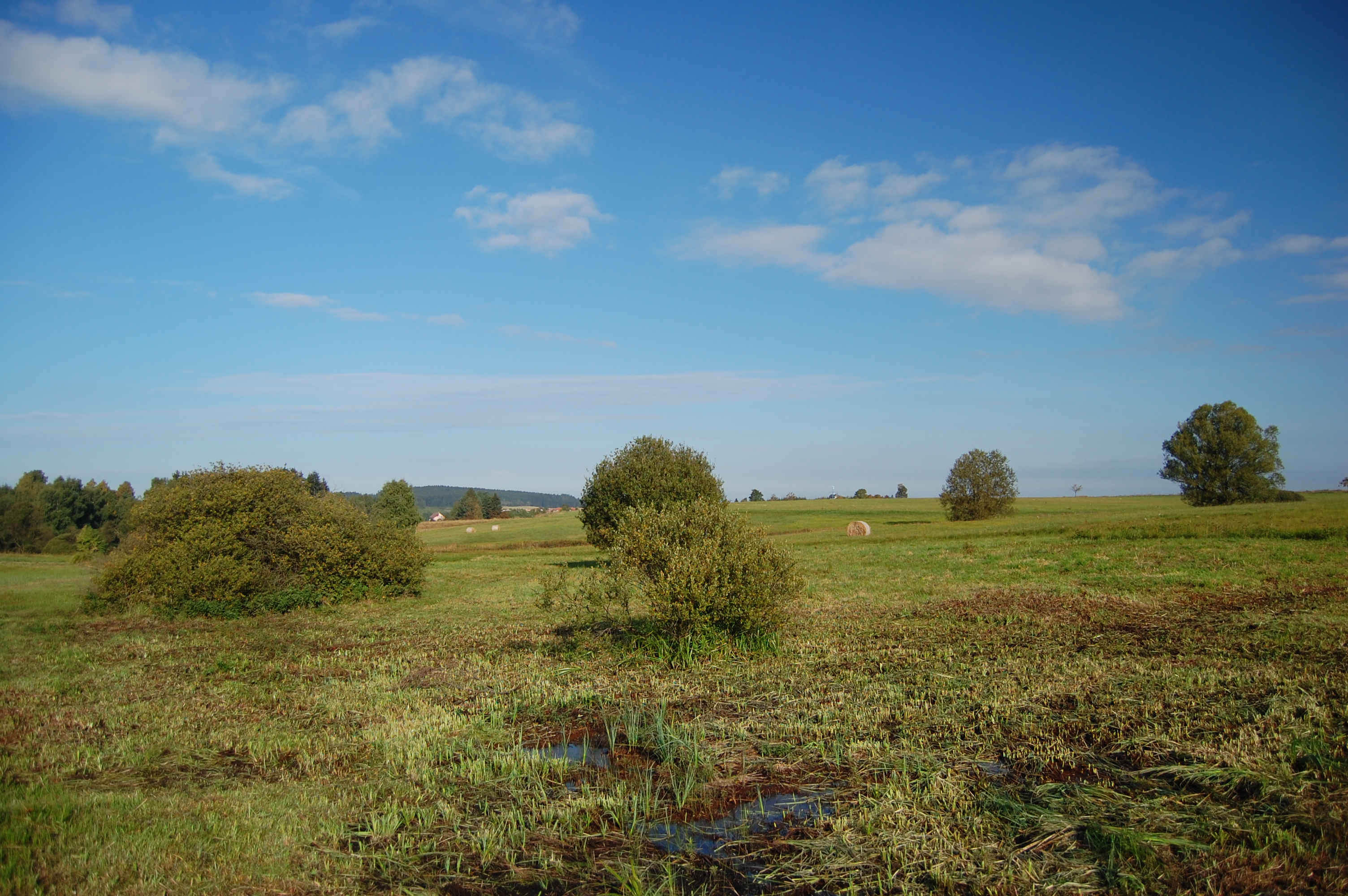
Типовий біотоп.

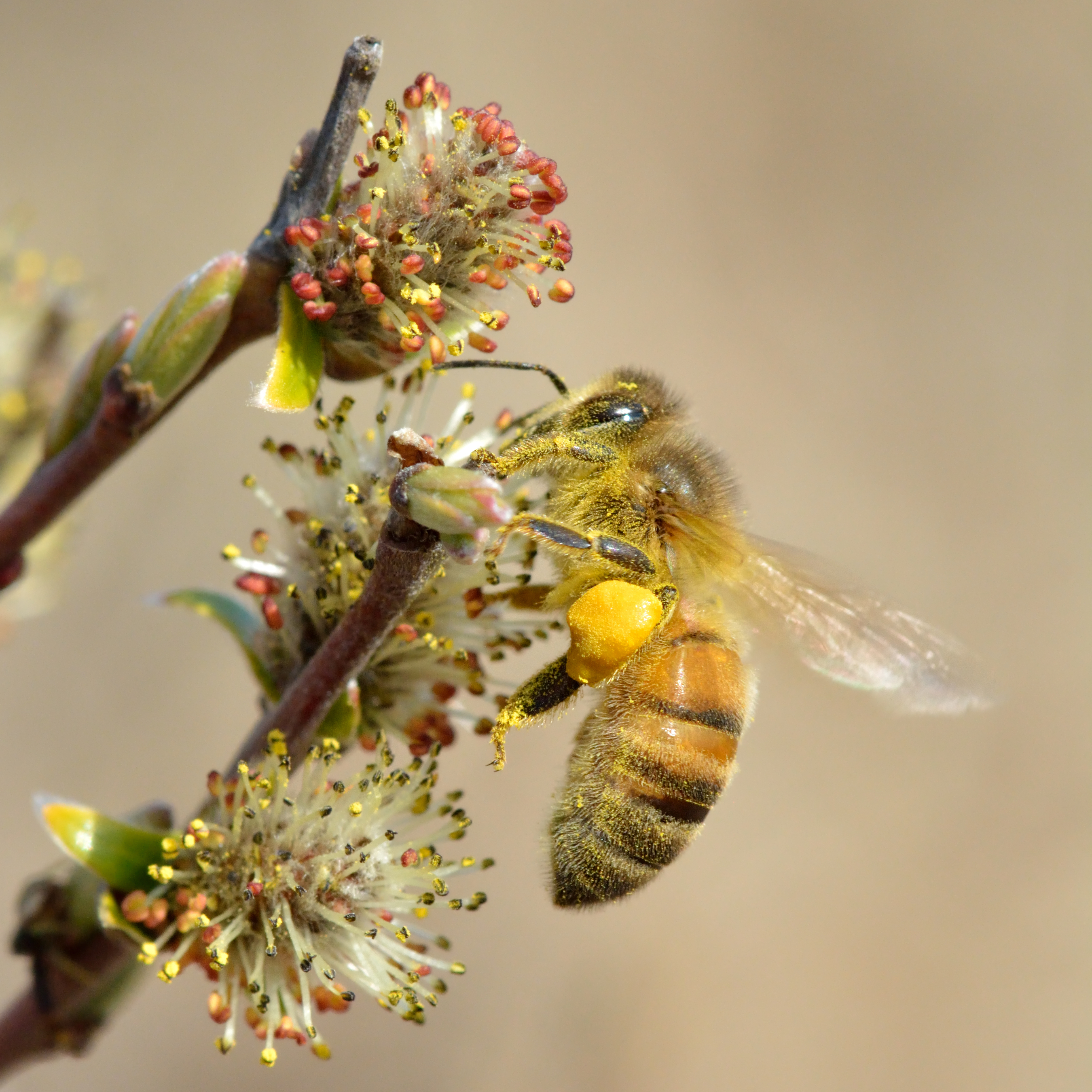
Медоносна бджола в мить запилення.

Верба розмаринолиста належить до євро-сибірських бореальних видів. Її ареал дуже осяжний і охоплює терени практично всієї Європи, де найщільніші популяції зосереджені у центрі та на сході, втім, вона відсутня на північному заході Чехії. На заході субконтиненту крайньою точкою ареалу є терени Бельгії, на півночі зона розповсюдження цього виду обмежена півднем Скандинавії та Фінляндії, на півдні — Динарськими Альпами та північчю Італії. Крім того, ареал охоплює північні райони Центральної Азії, Казахстан, Сибір, прилеглі регіони Монголії та Китаю, а також далекосхідне Примор'я, включно із Корейським півостровом.
В Україні звичайна у більшості лісових областей, по піскам і болотам надрічкових терас проникає далеко углиб степової зони, однак рідкісна у Закарпатті та на північному сході країни.

## Екологія
В природі звичайним біотопами цього виду є вологі луки і пасовища, заболочені чагарникові зарості, торфовища, сфагнові та осоково-трав'янисті болота, піщані береги річок, рідше може траплятися у підліску вологих соснових лісів. Верба розмаринолиста входить до складу рослинних угруповань класу Alnetea glutinosae.
Рослина світлолюбна, морозостійка (здатна витримати пониження температури до -29 °C), доволі вологолюбна. У гірських районах трапляється від низин до висоти 3000 м над рівнем моря. До ґрунтів загалом невимоглива, здатна рости на будь-яких достатньо зволожених — від щільних заболочених до легких піщаних чи торф'яних, від кислих до слаболужних, однак віддає перевагу бідним, нейтральним, слабокислим, особливо вапняковим. Верба розмаринолиста добре переносить коливання рівня ґрунтових вод, є дуже вітростійкою.
Верба розмаринолиста розмножується як вегетативним, так і насіннєвим способом. В природі вегетативне розмноження відбувається за допомогою відсадок, що самотужки утворюються при спонтанному зануренні середньої частини пагона під шар піску, мулу тощо. При цьому на зануреній частині утворюються корені, а при подальшому відламуванні пагона біля основи він дає початок новій особині. В культурі, окрім цього способу, також застосовують живцювання.
Цвітіння верби розмаринолистої відбувається в квітні—травні (інколи і на початку червня), як правило, до розпукування листкових бруньок або на початку розвитку листя. В запиленні цієї верби значну роль відіграє вітер, крім того, її квіти відвідують комахи, яких вона приваблює нектаром. В природі часто трапляються випадки перехресного запилення із вербами інших видів, зокрема: вовчеликовою, козячою, п'ятитичинковою, попелястою, сивою, лозовою, пурпуровою, вушкатою та близькоспорідненою Salix repens. Характерно, що перезапилення із останніми чотирма видами приводить до утворення нових гібридних видів, відповідно, Salix × friesiana, Salix × parviflora, Salix × plicata, Salix × incubacea.
Плоди достигають у травні—червні. В розповсюдженні летючого насіння основну роль відіграє вітер. Слід, зауважити, що в порівнянні з іншими видами верб, ця рослина росте відносно повільно.
В природі вербу розмаринолисту можуть вражати паразитичні грибки із родів Melampsora, Rhytisma, Erysiphe, а також один із видів фітофтори — Phytophthora ramorum. Крім того, нею живляться жуки-вусачі, Lochmaea caprea, Crepidodera aurata, личинки Trichiosoma sibiricum, гусінь Acleris cristana, Teleiodes notatella тощо.

## Значення та статус виду
В культурі верба розмаринолиста знана, перш за все, як декоративна рослина. Особливо привабливого вигляду вона набуває при формуючій обрізці, яку цей чагарник переносить дуже добре. Серед інших його принад слід зазначити невибагливість, морозостійкість, компактність. В садах і парках цю вербу висаджують по берегах водойм, на альпійських гірках, причому однаково добре виглядають як групові, так і поодинокі (солітарні) насадження. Вербу розмаринолисту можна застосовувати як протиерозійну рослину для закріплення берегів канав, рухомих пісків на морських узбережжях, маскування багнистих місць.
Пагони цього куща придатні для нескладного лозоплетіння. Крім того, кора верби розмаринолистої містить 9—12 % дубильних речовин, які знаходять застосування у фармакології та техніці. У товарному виробництві меду цей вид значної ролі не відіграє, оскільки виділяє мало нектару і не утворює значних заростей. Втім, верба розмаринолиста важлива для розвитку бджолосімей, оскільки цвіте в той час, коли відчувається брак сильних медоносів.
Попри значну поширеність і невибагливість цей вид в окремих районах став рідкісним. З одного боку, це обумовлено специфічним середовищем існування і природною нечисленністю на окремих ділянках, з іншого боку, на вербу розмаринолисту несприятливо впливають сінокоси, надмірне випасання худоби, розорювання вологих ділянок, видобуток торфу, осушення боліт і торфові пожежі. Внаслідок цього цей чагарник став рідкісним і занесений до Списків рідкісних рослин Закарпатської та Сумської областей України, до Червоних списків Чехії та Словаччини, до Червоних книг Чуваської Республіки, Саратовської, Самарської, Тульської, Ульяновської областей Росії. Верба розмаринолиста охороняється також у Сербії.

## Таксономія
Вербу розмаринолисту вперше описав як самостійний вид у 1753 році Карл Лінней у своїй найвизначнішій праці — Species plantarum. За відомостями сайту The Plant List, науковими синонімами для цього таксона є:
1. Salix anomala E.L. Wolf
2. Salix minutiflora var. pubescens E.L. Wolf
3. Salix pallida Forbes — недійсний
4. Salix pubescens (E.L. Wolf) K.S. Hao
5. Salix repens var. angustifolia Neilr.
6. Salix repens subsp. rosmarinifolia (L.) Čelak.
7. Salix repens var. rosmarinifolia (L.) Wimm. & Grab.
8. Salix rosmarinifolia var. rosmarinifolia
9. Salix sibirica Pall.

Крім того, в межах цього виду описаний один різновид — Salix rosmarinifolia var. brachypoda (Trautv. & C.A. Mey.) Y. L. Chou.